# 贺拔度拔
贺拔度拔（？—524年），一名台，神武郡尖山县（今山西省忻州市神池县）人，北魏官员。

## 生平
贺拔度拔的父亲贺拔尔头以良家子弟的身份被挑选充实北部边防，因此在武川镇安家，后出任武川镇军主，封龙城县男。贺拔度拔性格果敢刚毅，袭爵龙城县男，出任武川镇军主。
北魏正光末年，沃野镇百姓破六韩拔陵反叛，向南侵略城邑。怀朔镇镇将杨钧听说贺拔度拔的名气，征召贺拔度拔担任统军，配给一旅的军队。破六韩拔陵任命的亲王卫可孤党羽人数众多，既围困了武川镇又进攻怀朔镇，两个军镇最终陷落，贺拔度拔被敌人俘虏。贺拔度拔后来与宇文肱商议，与三个儿子率领州中豪杰舆珍、念贤、乙弗库根、尉迟真檀等人，招集义勇，偷袭杀死了卫可孤。北魏朝廷嘉奖他们，还没来得及封赏，贺拔度拔就于正光四年（524年）在和铁勒的战役中阵亡。孝昌年间，朝廷追赠贺拔度拔安远将军、肆州刺史。之后，北魏朝廷再追赠司空公、领军大将军、持节都督冀沧瀛三州诸军事、开府仪同三司、琅琊郡开国公。

## 家庭

### 兄弟
- 贺拔某，北齐太宰、安定王贺拔仁的父亲

### 子女
- 贺拔允，东魏侍中、征北将军、太尉公、燕郡王
- 贺拔胜，西魏骠骑大将军、开府仪同三司、太师、琅邪贞献公
- 贺拔岳，北魏骠骑大将军、开府仪同三司、尚书左仆射、关中大行台、大都督、清水武庄公
- 贺拔颎，西魏侍中、持节、都督鄜豳丹北雍四州刺史、骠骑大将军、开府仪同三司、顿丘县公[9]
- 贺拔氏，嫁仪同三司、朔州刺史刘庆，所生女儿嫁贺兰祥[10]